# Jean-Paul Agon
Jean-Paul Agon (Boulogne-Billancourt, 6 juli 1956) är en fransk entreprenör.
Han är president och tidigare VD för det internationella kosmetikaföretaget L'Oréal. På grund av bolagets åldersgräns på 65 år ersattes han som VD av Nicolas Hieronimus den 1 maj 2021, samtidigt som han kvarstod som styrelseordförande. Han tog examen från HEC Paris 1978. Den 7 april 2022 utsågs han till ordförande för skolans styrelse och ersatte Jean-Paul Vermès.